# Mechernich
Mechernich – miasto w Niemczech, w kraju związkowym Nadrenia Północna-Westfalia, w rejencji Kolonia, w powiecie Euskirchen. W 2010 liczyło 27 154 mieszkańców.